# Plectranthias anthioides
Plectranthias anthioides är en fiskart som fick sin vetenskapliga beskrivning år 1872 av den tysk-brittiska zoologen Albert Günther. Tillsammans med ett stort antal övriga arter ingår den i släktet Plectranthias och familjen havsabborrfiskar. Inga underarter finns listade i Catalogue of Life.